# Tanah Pilih (Gumay Talang)
Tanah Pilih is een bestuurslaag in het regentschap Lahat van de provincie Zuid-Sumatra, Indonesië. Tanah Pilih telt 735 inwoners (volkstelling 2010).